# Dorfkirche Genshagen

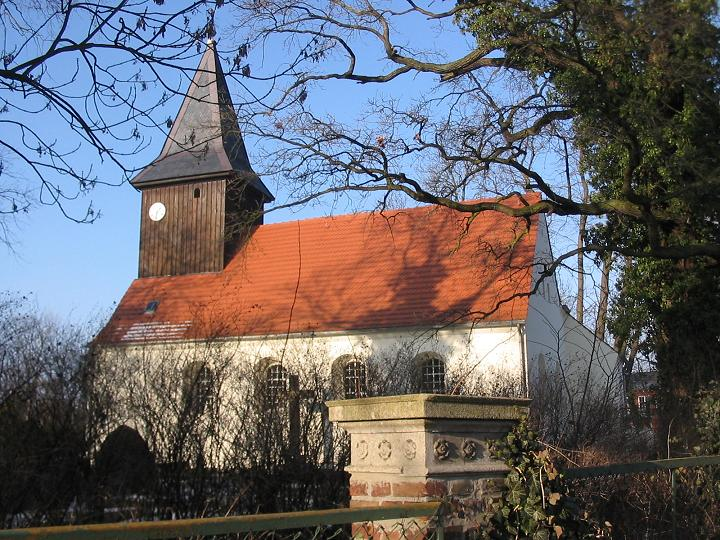
Dorfkirche in Genshagen

Die evangelische Dorfkirche Genshagen ist ein gotischer Sakralbau in Genshagen, einem Ortsteil von Ludwigsfelde im Landkreis Teltow-Fläming im Land Brandenburg. Die Kirchengemeinde gehört zum Pfarrsprengel Löwenbruch im Kirchenkreis Zossen-Fläming der Evangelischen Kirche Berlin-Brandenburg-schlesische Oberlausitz.

## Lage
Von Löwenbruch aus führt in nördlicher Richtung die Löwenbrucher Straße auf den Ort zu. Sie trifft dort auf die Genshagener Straße, die in nordwestlicher Richtung aus dem Ort führt sowie die Straße Am Schloss, die zum Schloss Genshagen verläuft. Die Kirche steht südwestlich der Kreuzung Genshagener Straße/Löwenbrucher Straße auf einem Gelände, das mit einer Mauer aus ungleichmäßig geschichteten und unbehauenen Feldsteinen eingefriedet ist.

## Geschichte

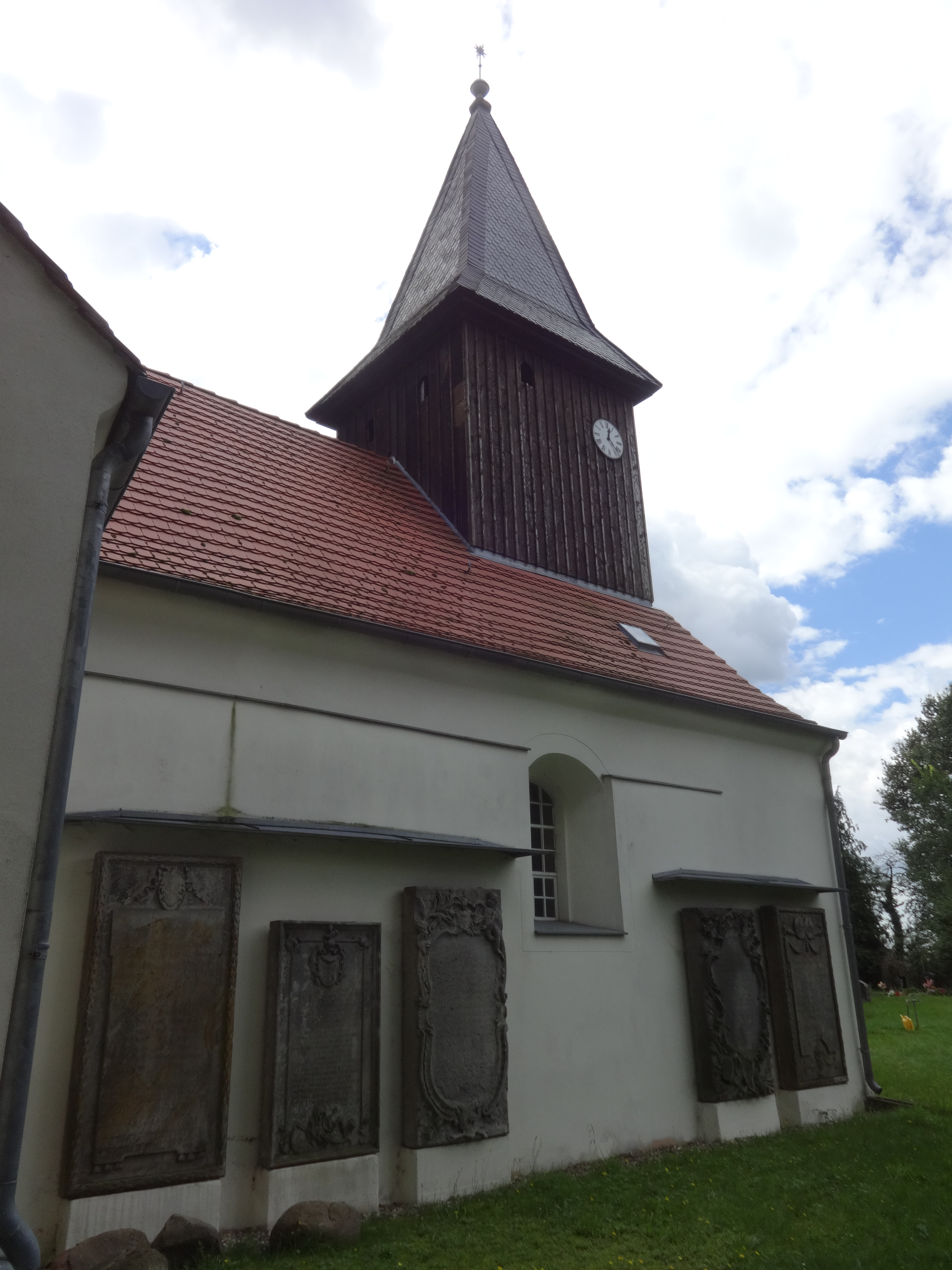
Epitaphe am nördlichen Kirchenschiff

Über die Entstehung des Baus gibt es bislang nur sehr vage Hinweise. Die Stadt Ludwigsfelde gibt auf ihrer Webseite an, dass das Bauwerk „vermutlich im 14. Jahrhundert“ entstanden sei. Ähnlich äußern sich auch Theo Engeser und Konstanze Stehr in ihren Untersuchungen. Das Dehio-Handbuch legt sich nicht fest, sondern spricht lediglich von einem gotischen Bau, was mithin einen Zeitraum vom frühen 13. bis zum frühen 16. Jahrhundert umfasst. Die Kirchengemeinde verweist in einem Kirchenführer auf das 14. Jahrhundert. Als sicher gilt, dass im Jahr 1707 umfangreiche Umbaumaßnahmen vorgenommen wurden. Das Bauwerk erhielt dabei auch den durchgängigen Putz, der im 21. Jahrhundert eine genauere Einordnung oder Art und Umfang von Umbauten erschwert. Der Kirchturm wurde 1774 aufgesetzt. 1782 bauten Handwerker an der Nordseite einen Anbau aus Mauersteinen an, der im Dehio-Handbuch sowie im Kirchenführer als Patronatsloge und bei Engeser/Stehr als Sakristei klassifiziert wurde. 1826 erhielt das Bauwerk einen Westturm sowie an der östlichen Seite eine kleine runde Apsis. Sie ist in ihrer Form ungewöhnlich und wurde vermutlich in den 1950/1960er Jahren wieder abgerissen. Ende des 19. Jahrhunderts errichteten Handwerker eine schlanke Vorhalle. In den Jahren 1956 bis 1960 sowie von 1995 bis 1998 erfolgten zum Teil umfangreiche Sanierungsarbeiten, bei denen unter anderem das Fundament ausgebessert und der Putz erneuert wurde. 2002 ließ die Kirchengemeinde den Innenraum renovieren.

## Baubeschreibung

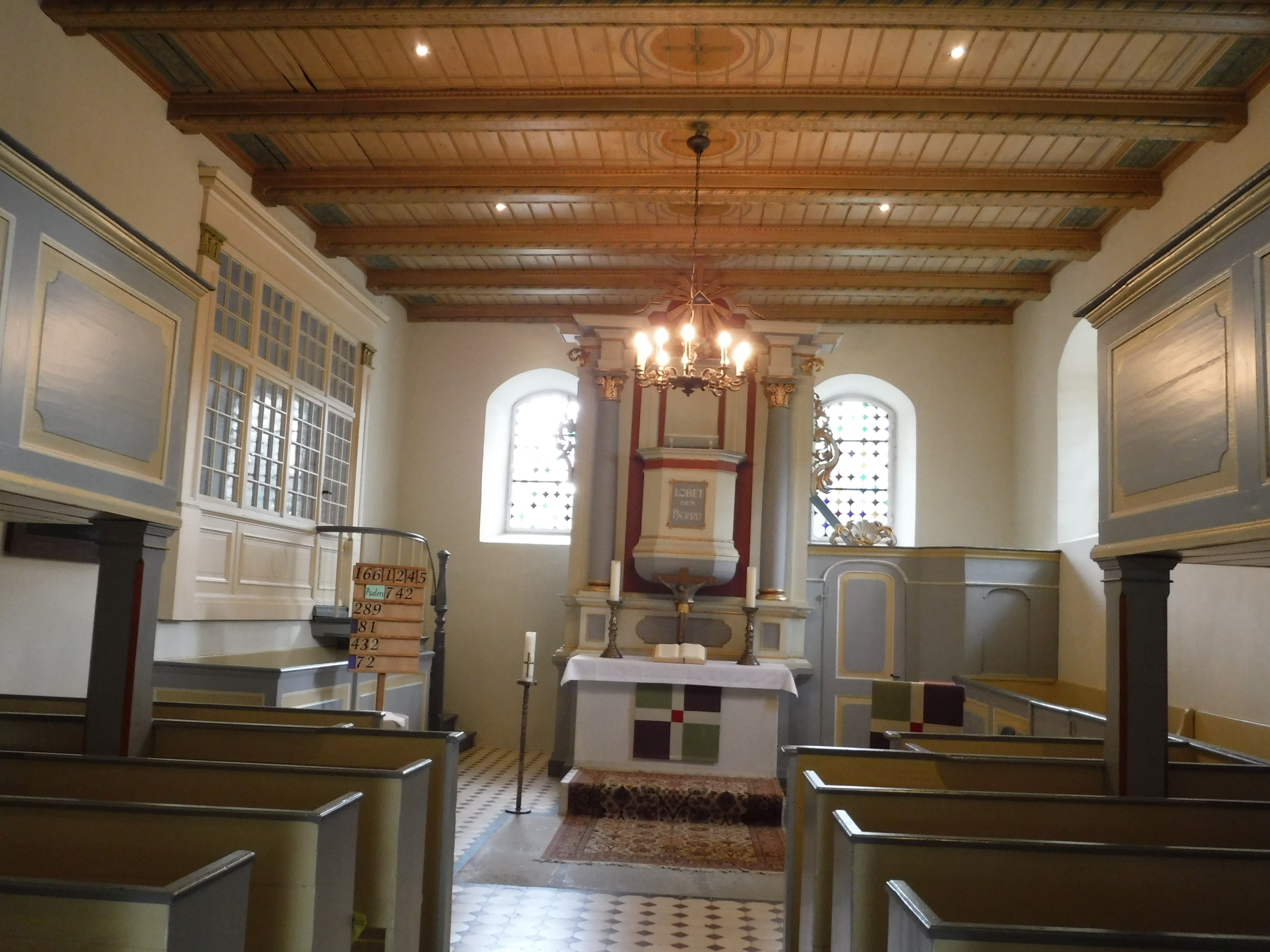
Innenraum

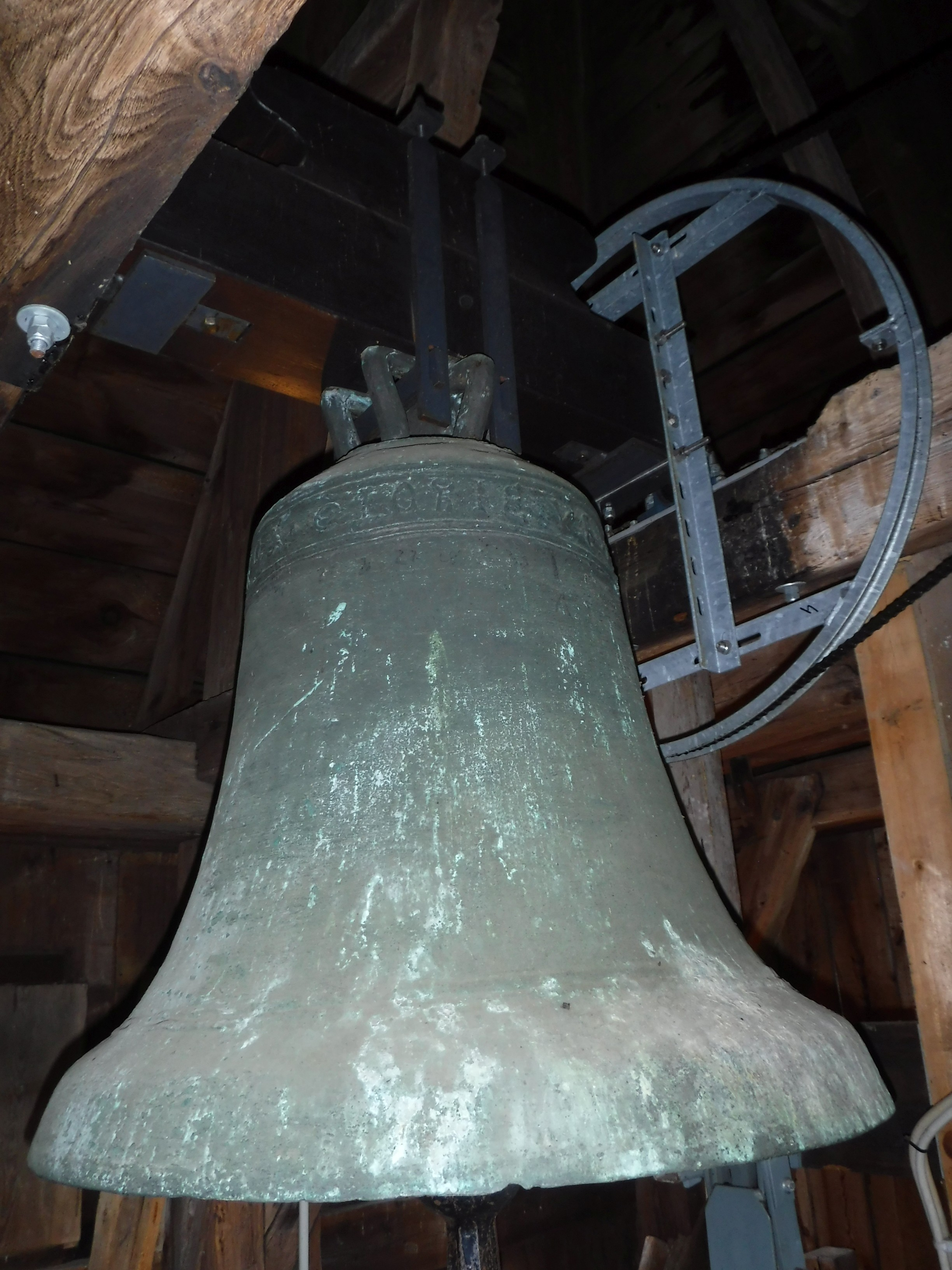
Kirchenglocke aus dem 13. Jahrhundert

Der Chor ist gerade und nicht eingezogen. Die Wand wird von zwei großen, segmentbogenförmigen Fenstern dominiert. Darüber sind im Giebel zwei deutlich kleinere Öffnungen sowie mittig unterhalb des Dachfirsts eine weitere, kleine Öffnung.
Auf der Südseite des Kirchenschiffs sind vier segmentbogenförmige Fenster mit leicht angedeuteten Faschen. Die Nordseite des Kirchenschiffs wird in Höhe des Chors durch den wuchtigen Anbau dominiert. Er hat einen rechtwinkligen Grundriss und kann von außen durch eine Treppe an der südlichen Wand betreten werden. An der Nordwand sind zwei kleine, gedrückt-spitzbogenförmige Fenster, dazwischen ein Epitaph. Nach Westen hin folgen drei weitere Epitaphe, ein segmentbogenförmiges Fenster mit einer Fasche sowie zwei weitere Epitaphe. Sie erinnern vorwiegend an die Familie von Hake. Das Schiff trägt ein schlichtes Satteldach.
An der Westseite ist eine kleine, querrechteckige Turmvorhalle mit einem segmentbogenförmigen Portal sowie zwei kleinen Fenstern an der Nord- und Südseite. Sie sind in eine Blende eingelassen, die am oberen Rand mit einem Fries verziert ist. Seitlich des Giebels sind zwei angedeutete Fialen mit einem eingelassenen Kreuz. Der Anbau hat ebenfalls ein Satteldach. An der westlichen Wand des Kirchenschiffs steht links und rechts der Vorhalle je ein weiteres Epitaph. Der quadratische und verbretterte Kirchturm erhebt sich aus dem Kirchenschiff. An der Nord- und Südseite ist in westlicher Richtung eine Turmuhr, östlich eine Klangarkade. An der Nord- und Südseite ist ebenfalls mittig eine weitere, kleine Klangarkade. Daran schließt sich der Turmhelm mit Turmkugel und Wetterfahne an.

## Ausstattung

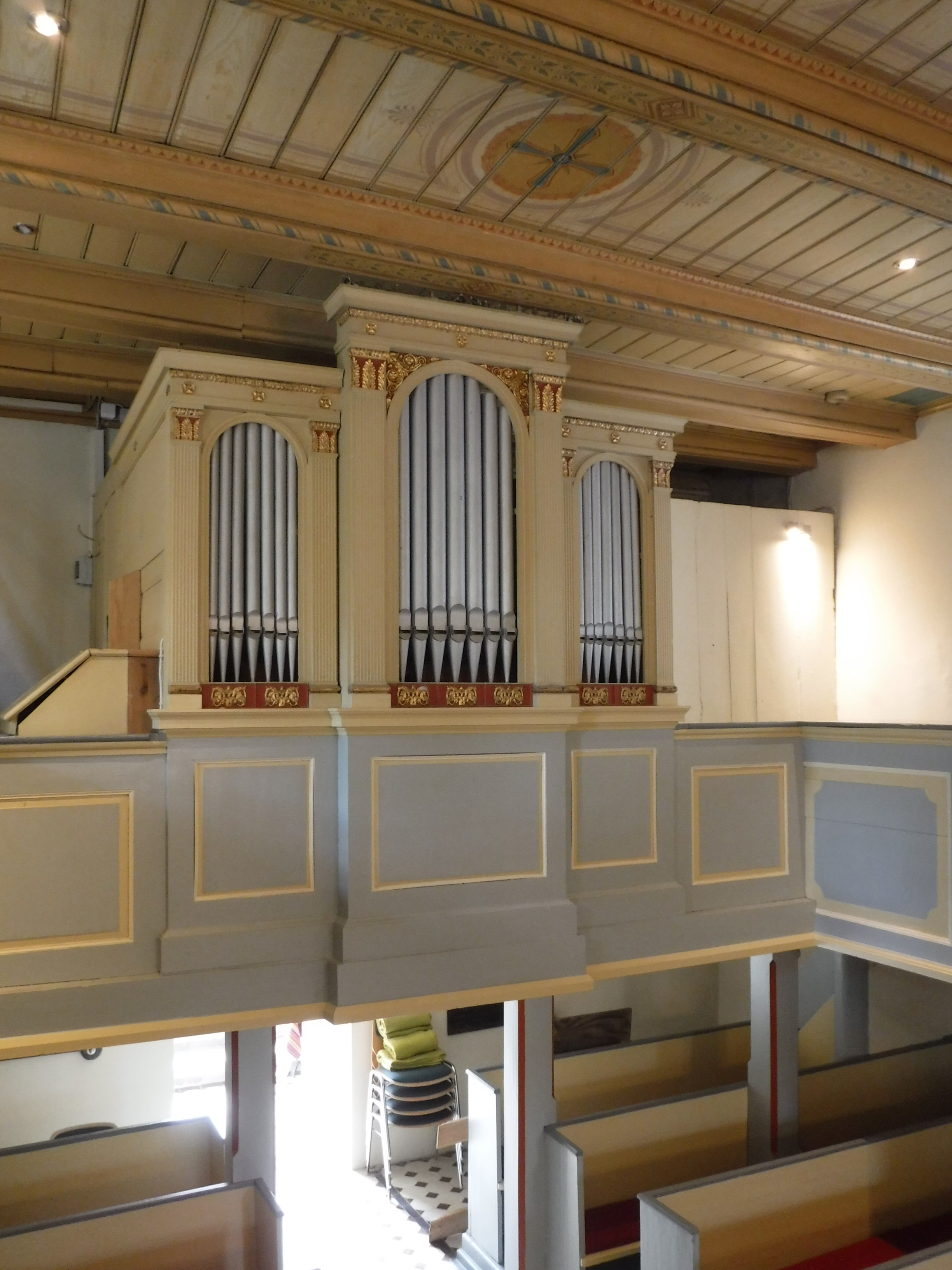
Orgel

Der schlichte Kanzelaltar stammt ausweislich einer Inschrift aus dem Jahr 1782. Er besteht unter anderem aus einem polygonalen Kanzelkorb, der zwischen Säulen aufgestellt ist. Zur weiteren Kirchenausstattung gehört ein Ölgemälde, das die Drei Marien am Grab von Jesus Christus zeigt. Der Maler Bernhard Rode schuf das Werk gegen Ende des 18. Jahrhunderts. Das Gestühl sowie die Hufeisenempore wurden ebenfalls 1782 angefertigt. Bei den Renovierungsarbeiten 1997 legten Experten einige Putzmalereien frei. Das Bauwerk ist in seinem Innern flach gedeckt. Die Bemalung stammt aus der Mitte des 19. Jahrhunderts und wurde 2004 freigelegt. 
Die Glocke stammt aus dem Mittelalter und wurde wahrscheinlich vor 1300 gegossen. Damit wäre sie die älteste noch läutende Glocke in Brandenburg. Die Inschrift lautet „O REX GLORIE VENI XPE CUM PACE“ (O ruhmreicher König, Christus, komme und bringe uns Frieden).
Von Meister Pinkert aus Luckenwalde stammt die Orgel. Die Alexander Schuke Orgelbauanstalt Potsdam erneuerte die Orgel 1911. Im Jahr 2003 wurde sie von der Firma Soldan in Ober Prauske überholt.
Bemerkenswert ist die bereits in der Fachliteratur 1941 sorgfältig umschriebene hohe Anzahl an Epitaphen, die vor dem Altar und an der Fassade des Bauwerks verlegt wurden. Sie erinnern vorwiegend an die Familie derer von Hake. Südlich des Kirchenschiffs sind die Gräber derer von Eberstein. Auf dem Friedhof befinden sich weiterhin die denkmalgeschützte Grabanlage von Ernst von Stubenrauch und Hugo von Stubenrauch.